# 朗布尔专区
朗布尔专区是孟加拉国8个专区之一。2010年1月25日，朗布尔区析置自拉杰沙希专区。

## 行政区划
朗布尔专区分为8个县。分为为：朗布尔县、古里格拉姆县、戈伊班达县、尼尔帕马里县、迪纳杰布尔县、班乔戈尔县、锡拉杰甘杰县、塔古尔冈县、拉尔莫尼哈德县。

## 主要城市
- 朗布尔市
- 迪纳杰布尔市
- 赛义德布尔市